# زبان‌های ژاپنی
ژاپنی یا ژاپنی-ریوکیویی یک خانواده زبانی متشکل از ژاپنی که در جزایر اصلی ژاپن صحبت می‌شود و زبان‌های ریوکیویی که در جزایر ریوکیو صحبت می‌شود، است. این خانواده مورد قبول همه زبان‌شناسان است و پیشرفت چشمگیری در بازسازی نیازبان آن حاصل شده‌است. این زبان پیش از واگرایی گویش‌های ژاپنی و گونه‌های ریوکیویی از یکدیگر (پیش از قرن هفتم میلادی) رایج بوده‌است. زبان هاچیجویی که در جزایر ایزو صحبت می‌شود نیز جزئی از این خانواده است، اما موقعیت آن در خانواده مشخص نیست.
بیشتر پژوهشگران معتقدند که ژاپنی در طول هزاره ۱ قبل از میلاد توسط فرهنگ یایوی از شبه‌جزیره کره به مجمع‌الجزایر ژاپن آورده شده‌است. برخی شواهد جزئی وجود دارد که نشان می‌دهد در قرن‌های اولیه میلادی زبان‌های ژاپنی هنوز در قسمت‌های مرکزی و جنوبی شبه‌جزیره کره تکلم می‌شده‌است.
روابط ژنتیکی احتمالی میان ژاپنی و بسیاری از خانواده‌های زبانی دیگر، به ویژه کره‌ای، ارائه شده‌است، اما هیچ‌یک به‌طور قاطع اثبات نشده‌است.

## زبان‌ها
زبان‌های زنده ژاپنی شامل دو شاخه کاملاً مشخص هستند: ژاپنی و ریوکیویی. بیشتر پژوهشگران معتقدند که ژاپنی حدود ۷۰۰ تا ۳۰۰ سال پیش از میلاد مسیح توسط برنج‌کاران یایوی از شبه‌جزیره کره به شمال کیوشو آورده شده و از آنجا در مجمع‌الجزایر ژاپن گسترش یافته و جایگزین زبان‌های بومی شده‌است. سپس زبان‌های ژاپنی به سمت جنوب و جزایر ریوکیو گسترش یافتند. از نام مکان‌ها شواهدی بر می‌آید که نشان می‌دهد زبان‌های ژاپنی که امروزه در کره منقرض شده‌اند، تا چندین قرن پس از آن تاریخ در مناطق مرکزی و جنوبی [[شبه‌جزیره کره]] تکلم می‌شدند. زبان‌های این خانواده عبارتند از:
- ژاپنی
- ریوکیویی
- هاچیجویی
- ژاپنی شبه‌جزیره‌ای (منقرض)

## نیاژاپنی
نیازبان خانواده با استفاده از ترکیبی از بازسازی داخلی از ژاپنی باستان و با استفاده از روش مقایسه‌ای از ژاپنی باستان (از جمله گویش‌های شرقی) و ریوکیویی بازسازی شده‌است. عمده بازسازی‌های قرن بیستم توسط ساموئل المو مارتین و شیرو هاتوری انجام شد.  واژگان نیاژاپنی به‌طور کلی چند هجایی هستند.